# Badamita
Badamita is een bestuurslaag in het regentschap Banjarnegara van de provincie Midden-Java, Indonesië. Badamita telt 4299 inwoners (volkstelling 2010).